# Niklas Geyrhofer
Niklas Geyrhofer (11 febbraio 2000) è un calciatore austriaco, difensore dello Sturm Graz.

## Carriera

### Club
Cresciuto nel settore giovanile dello Sturm Graz, debutta in prima squadra il 22 febbraio 2020 in occasione dell'incontro di Bundesliga vinto 2-0 contro l'Admira Wacker M.

### Nazionale
Ha giocato nella nazionale austriaca Under-21.

## Statistiche
Statistiche aggiornate al 24 ottobre 2021.

### Presenze e reti nei club
| Stagione        | Squadra         | Campionato      | Campionato | Campionato | Coppe nazionali | Coppe nazionali | Coppe nazionali | Coppe continentali | Coppe continentali | Coppe continentali | Altre coppe | Altre coppe | Altre coppe | Totale | Totale | Totale |
| Stagione        | Squadra         | Comp            | Pres       | Reti       | Comp            | Pres            | Reti            | Comp               | Pres               | Reti               | Comp        | Pres        | Reti        | Pres   | Reti   |        |
| --------------- | --------------- | --------------- | ---------- | ---------- | --------------- | --------------- | --------------- | ------------------ | ------------------ | ------------------ | ----------- | ----------- | ----------- | ------ | ------ | ------ |
| 2018-2019       | Sturm Graz II   | RL              | 20         | 1          |                 | -               | -               |                    | -                  | -                  |             | -           | -           | 20     | 1      |        |
| 2019-2020       | Sturm Graz II   | RL              | 9          | 0          |                 | -               | -               |                    | -                  | -                  |             | -           | -           | 9      | 0      |        |
| 2019-2020       | Sturm Graz      | BL              | 6          | 0          | CA              | 0               | 0               |                    | -                  | -                  |             | -           | -           | 6      | 0      |        |
| 2020-2021       | Sturm Graz      | BL              | 10         | 0          | CA              | 2               | 0               |                    | -                  | -                  |             | -           | -           | 12     | 0      |        |
| 2021-2022       | Sturm Graz      | BL              | 9          | 0          | CA              | 2               | 1               | UEL                | 4                  | 0                  |             | -           | -           | 15     | 1      |        |
| Totale carriera | Totale carriera | Totale carriera | 54         | 1          |                 | 4               | 1               |                    | 4                  | 0                  |             | -           | -           | 62     | 2      |        |

### Cronologia presenze e reti in nazionale

#### Under-21
| Cronologia completa delle presenze e delle reti in nazionale ― Austria under 21 | Cronologia completa delle presenze e delle reti in nazionale ― Austria under 21 | Cronologia completa delle presenze e delle reti in nazionale ― Austria under 21 | Cronologia completa delle presenze e delle reti in nazionale ― Austria under 21 | Cronologia completa delle presenze e delle reti in nazionale ― Austria under 21 | Cronologia completa delle presenze e delle reti in nazionale ― Austria under 21 | Cronologia completa delle presenze e delle reti in nazionale ― Austria under 21 | Cronologia completa delle presenze e delle reti in nazionale ― Austria under 21 |
| Data                                                                            | Città                                                                           | In casa                                                                         | Risultato                                                                       | Ospiti                                                                          | Competizione                                                                    | Reti                                                                            | Note                                                                            |
| ------------------------------------------------------------------------------- | ------------------------------------------------------------------------------- | ------------------------------------------------------------------------------- | ------------------------------------------------------------------------------- | ------------------------------------------------------------------------------- | ------------------------------------------------------------------------------- | ------------------------------------------------------------------------------- | ------------------------------------------------------------------------------- |
| 27-3-2021                                                                       | Murcia                                                                          | Austria under 21                                                                | 10 – 0                                                                          | Arabia Saudita under 21                                                         | Amichevole                                                                      | -                                                                               | 60’                                                                             |
| 29-3-2021                                                                       | Murcia                                                                          | Austria under 21                                                                | 2 – 0                                                                           | Polonia under 21                                                                | Amichevole                                                                      | -                                                                               | 46’                                                                             |
| 4-6-2021                                                                        | Ritzing                                                                         | Austria under 21                                                                | 2 – 1                                                                           | Slovacchia under 21                                                             | Amichevole                                                                      | -                                                                               | 85’                                                                             |
| 8-10-2021                                                                       | Pärnu                                                                           | Estonia under 21                                                                | 0 – 4                                                                           | Austria under 21                                                                | Qual. Europeo Under-21 2023                                                     | -                                                                               | 57’                                                                             |
| Totale                                                                          |                                                                                 | Presenze                                                                        | 4                                                                               |                                                                                 | Reti                                                                            | 0                                                                               |                                                                                 |

## Palmarès

### Club

#### Competizioni nazionali
- Coppa d'Austria: 2

Sturm Graz: 2022-2023, 2023-2024
- Campionato austriaco: 2

Sturm Graz: 2023-2024, 2024-2025